# Nuoto ai campionati mondiali di nuoto 2009 - Staffetta 4x100 metri misti femminile
La staffetta 4x100 metri misti femminile ai campionati mondiali di nuoto 2009 si è svolta al complesso natatorio del Foro Italico di Roma, in Italia.
Le qualifiche per la finale si sono svolte la mattina del 1º agosto 2009, mentre la finale si è svolta la sera dello stesso giorno.

## Record
Prima della manifestazione il record del mondo (WR) e il record dei campionati (CR) erano i seguenti.
|  | 3'52"69 | Australia | Emily Seebohm (59.33) Leisel Jones (1:04.58) Jessicah Schipper (56.25) Lisbeth Trickett (52.53) | 17 agosto 2008 Pechino, Cina       |
|  | 3'55"74 | Australia | Emily Seebohm (1:00.79) Leisel Jones (1:04.94) Jessicah Schipper (57.18) Lisbeth Lenton (52.83) | 31 marzo 2007 Melbourne, Australia |

Durante l'evento sono stati migliorati i seguenti record:
| Data      | Evento | Atleta                                          | Nazione | Tempo   | Record |
| --------- | ------ | ----------------------------------------------- | ------- | ------- | ------ |
| 1º agosto | Finale | Zhao Jing, Chen Huijia, Jiao Liuyang e Li Zhesi | Cina    | 3'52"19 |        |

## Risultati qualifiche
| Pos. | Nazione       | Atlet | Tempo   | Batteria | Corsia | Note |
| ---- | ------------- | --- | ------- | -------- | ------ | ---- |
| 1    | Cina          | Jing Zhao (1:00.24) Huijia Chen (2:05.28) Liuyang Jiao (3:02.20) Zhesi Li (3:56.14)                                             | 3:56.14 | 2        | 4      |      |
| 2    | Giappone      | Shiho Sakai (59.47) Nanaka Tamura (2:06.02) Yuka Katō (3:03.47) Haruka Ueda (3:57.44)                                           | 3:57.44 | 2        | 5      | NR   |
| 3    | Germania      | Daniela Samulski (1:00.16) Sarah Poewe (2:06.90) Annika Mehlhorn (3:04.26) Daniela Schreiber (3:57.75)                          | 3:57.75 | 2        | 3      |      |
| 4    | Paesi Bassi   | Frederike Heemskerk (1:01.28) Lia Dekker (2:08.69) Inge Dekker (3:05.64) Ranomi Kromowidjojo (3:58.05)                          | 3:58.05 | 2        | 6      |      |
| 5    | Regno Unito   | Gemma Spofforth (59.58) Lowri Tynan (2:07.09) Ellen Gandy (3:04.89) Fran Halsall (3:58.18)                                      | 3:58.18 | 4        | 5      |      |
| 6    | Canada        | Julia Wilkinson (1:00.69) Annamay Pierse (2:06.79) Audrey Lacroix (3:04.49) Genevieve Saumur (3:58.23)                          | 3:58.23 | 4        | 3      |      |
| 7    | Australia     | Emily Seebohm (59.65) Sally Foster (2:06.97) Stephanie Rice (3:04.26) Shayne Reese (3:58.36)                                    | 3:58.36 | 4        | 4      |      |
| 8    | Brasile       | Fabiola Molina (1:00.08) Carolina Mussi (2:08.39) Gabriella Silva (3:04.64) Tatiana Lemosbarbosa (3:58.49)                      | 3:58.49 | 4        | 6      |      |
| 9    | Danimarca     | Pernille Jessing Larsen (1:01.63) Rikke Mollerpedersen (2:08.22) Micha Ostergaard Jensen K (3:06.04) Jeanette Ottesen (3:58.93) | 3:58.93 | 3        | 2      |      |
| 10   | Stati Uniti   | Elizabeth Pelton (1:00.78) Kasey Carlson (2:07.57) Christine Magnuson (3:04.86) Julia Smit (3:59.01)                            | 3:59.01 | 3        | 4      |      |
| 11   | Svezia        | Sarah Sjöström (1:00.74) Joline Hostman (2:09.01) Gabriella Fagundez (3:07.45) Josefin Lillhage (4:01.04)                       | 4:01.04 | 3        | 3      | NR   |
| 12   | Francia       | Esther Baron (1:01.53) Fanny Babou (2:09.97) Aurore Mongel (3:07.66) Malia Metella (4:01.05)                                    | 4:01.05 | 3        | 6      | NR   |
| 13   | Russia        | Mariya Gromova (1:00.33) Valentina Artemyeva (2:08.63) Irina Bespalova (3:06.27) Olga Klyuchnikova (4:01.09)                    | 4:01.09 | 3        | 5      |      |
| 14   | Ungheria      | Eszter Dara (1:01.07) Reka Pecz (2:10.60) Katinka Hosszú (3:09.94) Evelyn Verrasztó (4:03.63)                                   | 4:03.63 | 4        | 7      | NR   |
| 15   | Rep. Ceca     | Simona Baumrtova (1:01.56) Petra Chocová (2:09.86) Lenka Jarosova (3:11.28) Petra Klosova (4:06.43)                             | 4:06.43 | 1        | 4      |      |
| 16   | Ucraina       | Daryna Zevina (1:02.34) Anna Khlistunova (2:12.69) Kateryna Zubkova (3:12.39) Dar'ya Stepanyuk (4:07.37)                        | 4:07.37 | 1        | 7      |      |
| 17   | Polonia       | Alicja Tchórz (1:01.53) Ewa Scieszko (2:11.20) Mirela Olczak (3:12.37) Katarzyna Wilk (4:07.81)                                 | 4:07.81 | 2        | 2      |      |
| 18   | Norvegia      | Katharina Stiberg (1:04.37) Sara Nordenstam (2:14.91) Ingvild Snildal (3:11.93) Henriette Brekke (4:08.24)                      | 4:08.24 | 1        | 2      |      |
| 19   | Belgio        | Elodie Vanhamme (1:03.90) Elise Matthysen (2:13.04) Kimberly Buys (3:12.89) Jolien Sysmans (4:09.18)                            | 4:09.18 | 2        | 9      |      |
| 20   | Israele       | Anna Volchkov (1:02.75) Yuliya Banach (2:12.47) Amit Ivry (3:10.80) Kristina Tchernychev (4:09.49)                              | 4:09.49 | 2        | 1      |      |
| 21   | Bielorussia   | Aleksandra Kovaleva (1:03.47) Inna Kapishina (2:11.58) Iryna Niafedava (3:13.09) Yulia Khitraya (4:09.72)                       | 4:09.72 | 4        | 1      |      |
| 22   | Lituania      | Rugile Mileisyte (1:02.72) Raminta Dvariskyte (2:12.69) Aiste Dobrovolskaite (3:14.74) Grite Apanaviciute (4:12.30)             | 4:12.30 | 4        | 8      |      |
| 23   | Singapore     | Shana Jia Yi Lim (1:03.25) Ru'En Roanne Ho (2:15.15) Lynette Lim (3:17.12) Ting Wen Quah (4:12.35)                              | 4:12.35 | 3        | 7      |      |
| 24   | Irlanda       | Aisling Cooney (1:03.18) Fiona Doyle (2:13.71) Grainne Murphy (3:16.12) Clare Dawson (4:12.67)                                  | 4:12.67 | 3        | 1      |      |
| 25   | Bahamas       | Alana Dillette (1:03.40) Alicia Lightbourne (2:15.68) A. Vanderpoolwallace (3:16.13) Teisha Lightbourne (4:15.59)               | 4:15.59 | 2        | 8      |      |
| 26   | Taipei cinese | Ting Chen (1:04.63) IChuan Chen (2:18.71) ShengYo Ting (3:22.30) ChinKuei Yang (4:18.88)                                        | 4:18.88 | 3        | 8      |      |
| 27   | Zimbabwe      | Kirsten Lapham (1:07.06) Maxine Heard (2:20.36) Moira Fraser (3:26.61) Nicole Horn (4:24.35)                                    | 4:24.35 | 1        | 1      |      |
| 28   | Macao         | Man Wai Fong (1:08.98) On Kei Lei (2:23.64) Cheok Mei Ma (3:30.14) Chi Yan Tan (4:31.67)                                        | 4:31.67 | 4        | 0      |      |
| 29   | Kenya         | Rachita Shah (1:10.24) Achieng Ajulubushell (2:22.18) Pina Ercolano (3:32.97) Sylvia Brunlehner (4:34.66)                       | 4:34.66 | 1        | 5      |      |
| 30   | Malta         | Nicol Cremona (1:08.65) Melinda Sue Micallef (2:28.49) Davina Mangion (3:34.57) Talisa Pace (4:34.92)                           | 4:34.92 | 1        | 3      |      |
| 31   | Senegal       | Khadidiatou Dieng (1:15.57) Ouleye Diallo (2:38.57) Binta Zahra Diop (3:40.88) Mareme Faye (4:46.20)                            | 4:46.20 | 2        | 0      |      |
| 32   | Mozambico     | Jessika Cossa (1:13.90) Monica Bernardo (2:33.37) Gessica Stagno (3:44.20) Faina Salate (4:48.62)                               | 4:48.62 | 1        | 6      |      |
| 33   | India         | Fariha Zaman (1:11.89) Murugaperumal Venpa (2:40.67) Pooja Raghava Alva (3:48.91) Chittaranjan Shubha (4:53.02)                 | 4:53.02 | 3        | 0      |      |
| 34   | Albania       | Reni Jani (1:21.63) Tea Pikuli (2:48.74) Sara Abdullahu (4:00.24) Rovena Marku (5:05.95)                                        | 5:05.95 | 4        | 9      |      |
| 35   | Pakistan      | Rida Mitha (1:21.63) Aqsa Tariq (2:56.17) Sakina Ghulam (4:19.98) Mahnoor Maqsood (5:33.03)                                     | 5:33.03 | 3        | 9      |      |
| -    | Italia        | Elena Gemo (1:01.00) Chiara Boggiatto (2:08.08) Ilaria Bianchi (3:06.85) Laura Letrari (-)                                      | DSQ     | 4        | 2      |      |
| -    | Venezuela     | | DNS     | 2        | 7      |      |

## Risultati finale
| Pos. | Nazione     | Atlete | Corsia | Tempo   | Note |
| ---- | ----------- | --- | ------ | ------- | ---- |
|      | Cina        | Jing Zhao (58.98) NR Huijia Chen (2:03.10) Liuyang Jiao (2:59.38) Zhesi Li (3:52.19)                       | 4      | 3:52.19 | WR   |
|      | Australia   | Emily Seebohm (59.40) Sarah Katsoulis (2:04.05) Jessicah Schipper (3:00.24) Lisbeth Trickett (3:52.58)     | 1      | 3:52.58 | OR   |
|      | Germania    | Daniela Samulski (59.85) Sarah Poewe (2:06.66) Annika Mehlhorn (3:03.80) Britta Steffen (3:55.79)          | 3      | 3:55.79 | ER   |
| 4    | Regno Unito | Gemma Spofforth (58.96) Lowri Tynan (2:06.76) Ellen Gandy (3:04.15) Francesca Halsall (3:57.03)            | 2      | 3:57.03 | NR   |
| 5    | Paesi Bassi | Frederike Heemskerk (1:01.28) Lia Dekker (2:07.79) Inge Dekker (3:04.61) Ranomi Kromowidjojo (3:57.31)     | 6      | 3:57.31 | NR   |
| 6    | Canada      | Julia Wilkinson (1:00.37) Annamay Pierse (2:06.85) Audrey Lacroix (3:04.36) Victoria Poon (3:57.87)        | 7      | 3:57.87 | NR   |
| 7    | Giappone    | Shiho Sakai (59.30) Nanaka Tamura (2:06.54) Yuka Katō (3:03.86) Haruka Ueda (3:57.93)                      | 5      | 3:57.93 |      |
| 8    | Brasile     | Fabiola Molina (1:00.07) Carolina Mussi (2:08.29) Gabriella Silva (3:04.94) Tatiana Lemosbarbosa (3:58.83) | 8      | 3:58.83 |      |